# Alma Reville
Alma Reville, född 14 augusti 1899 i Nottingham, Nottinghamshire, död 6 juli 1982 i Bel Air, Los Angeles, Kalifornien, var en brittisk filmklippare, manusförfattare och regiassistent.
Hon var gift med Alfred Hitchcock från 1926 till hans död 1980 och de hade ett nära samarbete. De träffades när de båda arbetade för Famous Players-Lasky. Reville skrev manus till ungefär ett dussin av makens filmer fram till 1950-talet men kom att rådgiva och samarbeta med honom under hela hans karriär.
År 1928 föddes parets dotter Patricia Hitchcock.
Reville porträtterades av Helen Mirren i filmen Hitchcock (2012).